# Višnji Grm
Višnji Grm je naselje v Občini Šmartno pri Litiji.